# Kevin B. Schneider

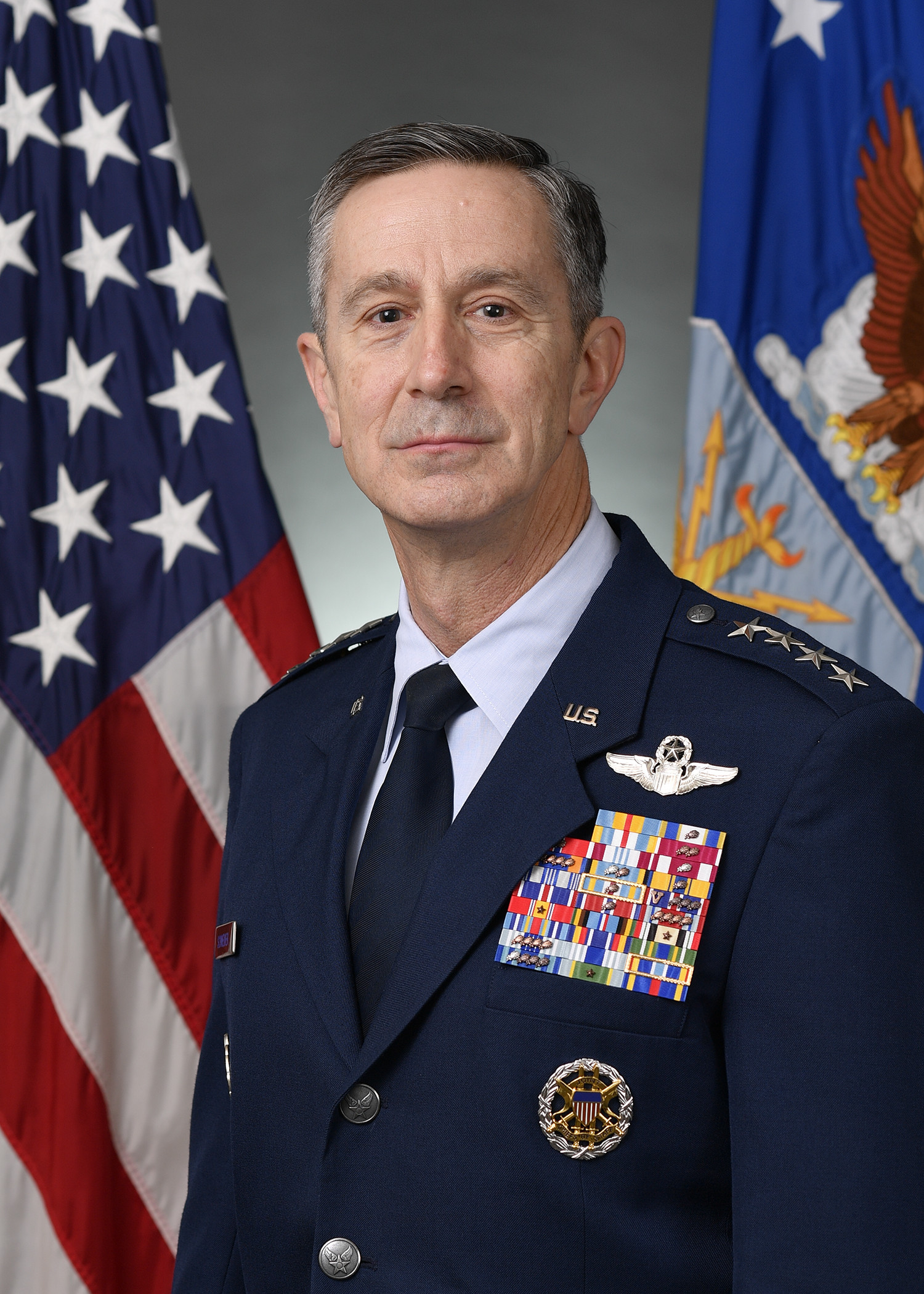
Kevin B. Schneider (2024)

Kevin Bruce Schneider (* um 1966) ist ein General der United States Air Force. Seit dem 9. Februar 2024 kommandiert er die Pacific Air Forces.
Schneider wuchs in Springfield im Fairfax County in Virginia auf. Im Jahr 1988 absolvierte er die United States Air Force Academy in Colorado Springs. Nach seiner Graduation wurde er als Leutnant in das Offizierskorps der Air Force aufgenommen. In der Folge durchlief er alle Offiziersgrade vom Leutnant bis zum Vier-Sterne-General.
Im Lauf seiner militärischen Karriere absolvierte er verschiedene Kurse und Schulungen. Dazu gehörten unter anderem eine Ausbildung zum Kampfpiloten und weitere Fortbildungskurse als Pilot neuer Flugzeugtypen, die Squadron Officer School (über einen Fernkurs) und das Air Command and Staff College auf der Maxwell Air Force Base in Alabama. Außerdem absolvierte er einen Studiengang (Masters of National Security and Strategic Studies) am Marine Corps War College in der Marine Corps Base Quantico in Virginia.
In seinen frühen Jahren als Offizier der Luftwaffe war er an verschiedenen Stützpunkten in den Vereinigten Staaten, Japan, Südkorea und Deutschland stationiert. Dabei war er als Pilot, Flugausbilder oder Stabsoffizier bei unterschiedlichen Einheiten tätig. Dazwischen absolvierte er die erwähnten Schulungen.
Zwischen Juni 2009 und Juli 2011 kommandierte Kevin Schneider als Oberst auf der Sheppard Air Force Base in Texas das 80. Ausbildungsgeschwader (80th Flying Training Wing). Danach gehörte er bis Juni 2013 dem Stab des Hauptquartiers der Air Force an. Dort war er Abteilungsleiter in der Personalverwaltung (Director, Air Force General Officer Management, Deputy Chief of Staff for Manpower, Personnel and Services). Im Juni 2013 erhielt er das Kommando über das 380. Expeditionsgeschwader (380th Air Expeditionary Wing), das auf der Al Dhafra Air Base in den Vereinigte Arabische Emiraten stationiert ist und auch für Einsätze im Irak und in Afghanistan herangezogen wurde. Dieses Kommando bekleidete er bis zum Juni 2014. Anschließend wurde er zum Stab des U.S. Air Forces Central Commands versetzt. Dieses Kommando befindet sich auf der Shaw Air Force Base in South Carolina. Es handelt sich um die Luftwaffenkomponente des United States Central Commands und ist weitgehend identisch mit der 9. Luftflotte (Ninth Air Force). Während seiner bis zum Mai 2015 andauernden Zeit bei diesem Kommando war Kevin Schneider gleichzeitig stellvertretender Kommandeur der 9th Air Expeditionary Task Force.
Im Mai 2015 wurde er auf die Joint Base Pearl Harbor-Hickam in Hawaii versetzt. Dort war er bis zum Juli 2016 Stabschef der Pacific Air Forces. In der Folge blieb er in Hawaii wechselte aber auf den Stützpunkt Camp H. M. Smith, wo er zwischen Juli 2016 und Februar 2019 Stabschef des übergeordneten United States Indo-Pacific Commands war. Es folgte eine Versetzung zur Yokota Air Base in Japan. Dort kommandierte Kevin Schneider zwischen Februar 2019 und August 2021 die United States Forces Japan und gleichzeitig die 5. Luftflotte.
Zwischen September 2021 und Februar 2024 bekleidete Schneider im Hauptquartier der Luftwaffe das Amt des Director of Staff of the Air Force. Anschließend kehrte er nach Hawaii zu den Pacific Air Forces zurück. Dort übernahm er am 9. Februar 2024 als Nachfolger von Kenneth S. Wilsbach den Oberbefehl über dieses Kommando, den er bis heute (August 2024) innehat.
Während seiner Zeit als Kampfpilot brachte es Kevin Schneider auf über 4,000 Flugstunden auf verschiedenen Flugzeugtypen.

## Daten der Beförderungen
| Abzeichen | Rang               | Jahr              |
| --------- | ------------------ | ----------------- |
|           | Second Lieutenant  | 1. Juni 1988      |
|           | First Lieutenant   | 1. Juni 1990      |
|           | Captain            | 1. Juni 1992      |
|           | Major              | 1. August 1998    |
|           | Lieutenant Colonel | 1. Februar 2003   |
|           | Colonel            | 1. September 2007 |
|           | Brigadier General  | 2. Juni 2013      |
|           | Major General      | 2. November 2015  |
|           | Lieutenant General | 5. Februar 2019   |
|           | General            | 9. Februar 2024   |

## Orden und Auszeichnungen
Kevin Schneider erhielt im Lauf seiner militärischen Laufbahn unter anderem folgende Auszeichnungen:
- Defense Distinguished Service Medal
- Air Force Distinguished Service Medal
- Defense Superior Service Medal
- Legion of Merit
- Bronze Star Medal
- Defense Meritorious Service Medal
- Meritorious Service Medal
- Air Medal
- Air Force Commendation Medal
- Air Force Achievement Medal
- Joint Meritorious Unit Award
- Combat Readiness Medal
- National Defense Service Medal
- Armed Forces Expeditionary Medal
- Iraq Campaign Medal
- Global War on Terrorism Expeditionary Medal
- Global War on Terrorism Service Medal
- Korea Defense Service Medal
- Orden der Aufgehenden Sonne (Japan)

Hinzu kommen noch zahlreiche Ordensbänder (Ribbons). 